# Fabio Celestini
Fabio Celestini (ur. 31 października 1975 w Lozannie) – piłkarz i trener szwajcarski pochodzenia włoskiego grający na pozycji defensywnego pomocnika.

## Kariera klubowa
Celestini pochodzi z Lozanny i tam też rozpoczynał piłkarską karierę w klubie Lausanne Sports. W 1995 roku zadebiutował w barwach tego klubu w Nationallidze A, ale początkowo nie grał w pierwszej jedenastce. W wyjściowym składzie Celestini zaczął grywać w sezonie 1997/1998 i wtedy to osiągnął swój pierwszy sukces, jakim było zdobycie Pucharu Szwajcarii, natomiast w lidze Lausanne zakończyło sezon na 3. miejscu w tabeli. Podobnie było w 1999 roku, gdy zespół znów zajął miejsce na najniższym stopniu podium i po raz drugi z rzędu wywalczył krajowy puchar. Celestini grał w Lausanne jeszcze w sezonie 1999/2000 zdobywając wtedy wicemistrzostwo Szwajcarii.
Latem 2000 Celestini przeszedł do beniaminka francuskiej Ligue 1, Troyes AC. W lidze zadebiutował 28 lipca w przegranym 1:3 wyjazdowym meczu z Olympique Marsylia. Fabio był podstawowym zawodnikiem klubu, który w lidze spisywał się udanie i został rewelacją sezonu zajmując 7. miejsce i awansując do Pucharu Intertoto. W sezonie 2001/2002 awansował z niego do Pucharu UEFA, w którym zaszedł z Troyes do 2. rundy (porażka w dwumeczu z Leeds United), a w lidze ponownie zajął 7. pozycję.
W 2002 roku Celestini przeszedł do silniejszego Olympique Marsylia. Tam zadebiutował 10 sierpnia w wygranym 1:0 wyjazdowym meczu z AS Monaco. W Olympique pod wodzą Alaina Perrina zajął 3. miejsce w lidze i miał pewne miejsce w składzie na pozycji defensywnego pomocnika. W 2004 roku zajął z OM dopiero 7. pozycję oraz doszedł do finału Pucharu UEFA, w którym francuski zespół został pokonany 0:2 przez Valencię (w finale Celestini zagrał od 84. minuty, gdy zmienił Sylvaina N’Diaye).
W 2004 roku Celestini wyjechał do Hiszpanii i przez rok grał w tamtejszym Levante UD. W Primera División zadebiutował 12 września w wygranym 3:1 meczu z Racingiem Santander. Levante spadło jednak z ligi i szwajcarski pomocnik wrócił z wypożyczenia do Marsylii, ale ostatecznie za darmo odszedł do innego hiszpańskiego zespołu, Getafe CF. W 2006 roku zajął z tym klubem 9. miejsce. Rozegrał tylko 19 meczów, gdyż w drugiej połowie sezonu leczył kontuzję. W sezonie 2006/2007 awansował z Getafe do finału Pucharu Hiszpanii. Po zakończeniu sezonu 2009/2010 podpisał kontrakt ze szwajcarskim FC Lausanne gdzie został kapitanem zespołu. W 2011 roku zakończył karierę.
| Sezon   | Klub               | Kraj       | Rozgrywki          | Mecze | Bramki |
| ------- | ------------------ | ---------- | ------------------ | ----- | ------ |
| 1995/96 | Lausanne Sports    | Szwajcaria | Swiss Super League | 18    | 1      |
| 1996/97 | Lausanne Sports    | Szwajcaria | Swiss Super League | 23    | 1      |
| 1997/98 | Lausanne Sports    | Szwajcaria | Swiss Super League | 33    | 9      |
| 1998/99 | Lausanne Sports    | Szwajcaria | Swiss Super League | 32    | 9      |
| 1999/00 | Lausanne Sports    | Szwajcaria | Swiss Super League | 22    | 3      |
| 2000/01 | Troyes AC          | Francja    | Ligue 1            | 29    | 1      |
| 2001/02 | Troyes AC          | Francja    | Ligue 1            | 21    | 1      |
| 2002/03 | Olympique Marsylia | Francja    | Ligue 1            | 33    | 1      |
| 2003/04 | Olympique Marsylia | Francja    | Ligue 1            | 26    | 0      |
| 2004/05 | Levante UD         | Hiszpania  | Primera División   | 25    | 1      |
| 2005/06 | Getafe CF          | Hiszpania  | Primera División   | 19    | 0      |
| 2006/07 | Getafe CF          | Hiszpania  | Primera División   | 34    | 1      |
| 2007/08 | Getafe CF          | Hiszpania  | Primera División   | 22    | 0      |
| 2008/09 | Getafe CF          | Hiszpania  | Primera División   | 22    | 0      |
| 2009/10 | Getafe CF          | Hiszpania  | Primera División   | 24    | 0      |
| 2010/11 | Lausanne Sports    | Szwajcaria | Challenge League   | 13    | 1      |

## Kariera reprezentacyjna
W reprezentacji Szwajcarii Celestini zadebiutował 6 czerwca 1998 roku w zremisowanym 1:1 meczu z Jugosławią. Brał udział w nieudanych dla Szwajcarii kwaliifkacjach do Euro 2000 oraz MŚ 2002. Następnie występował w eliminacjach do Euro 2004, w których to w wygranym 2:1 meczu z Irlandią zdobył swojego pierwszego gola w kadrze. W 2004 roku został powołany do kadry na ME w Portugalii, na których zagrał w dwóch grupowych meczach: zremisowanym 0:0 z Chorwacją oraz przegranym 0:3 z Anglią.
Celestini brał także udział w kwalifikacjach do Mistrzostwa Świata w Niemczech, jednak na sam turniej nie pojechał z powodu odniesionej kontuzji w meczu Primera División z Deportivo La Coruña.